# Waterloo 94
Waterloo 94 byl poloprofesionální kanadský klub ledního hokeje, který sídlil ve Waterloo v provincii Québec. V letech 1996–1997 působil v poloprofesionální soutěži Ligue de hockey semi-professionnelle du Québec. Waterloo ve své poslední sezóně v LHSPQ (Centrální skupina) skončilo v základní části na druhém místě.
Zanikl v roce 1997 přestěhováním do Granby, kde byl vytvořen tým Granby Blitz.

## Přehled ligové účasti
Zdroj: 
- 1996–1997: Ligue de hockey semi-professionnelle du Québec